# Dulce Pontes
Dulce José da Silva Pontes (Montijo, 8 de abril de 1969) é uma das cantoras portuguesas mais populares e reconhecidas internacionalmente. Em Portugal, recebeu especial destaque na década de 1990, sendo hoje o seu nome ainda hoje considerado como um dos mais consagrados do cenário musical português. Dulce Pontes interpreta canções pop - mais concretamente canções que podem ser enquadradas no género adult contemporary -, música portuguesa típica – inclusivamente fado e folclore –, bem como música clássica. Costuma definir-se como uma artista da world music. 
É compositora, poeta, arranjadora e produtora. A sua atividade artística contribuiu para o renascimento do fado nos anos noventa do século passado. Dulce distingue-se principalmente pela sua voz, que é versátil, dramática e com uma capacidade invulgar de transmitir emoções. É uma soprano dramática, com uma voz potente.
Atuou em palcos como o Carnegie Hall e ao lado de nomes como Ennio Morricone, Andrea Bocelli e José Carreras.

## Biografia

### O início
Dulce, quando criança, aprendeu a tocar piano, estudando música no Conservatório de Lisboa. Estudou Dança Contemporânea entre os 7 e os 17 anos de idade. Em 1988, no decorrer de um casting onde foi selecionada entre várias candidatas, inicia a sua atividade profissional na comédia musical "Enfim sós", prosseguindo com "Quem tramou o Comendador", no Teatro Maria Matos, como atriz, cantora e bailarina. Em 1990 é convidada a integrar o espetáculo "Licença para jogar" no Casino Estoril. Torna-se popular junto do público português através do programa de televisão Regresso ao Passado. Em 1991, vence o Festival RTP da Canção de 1991, tendo depois representado Portugal no Festival Eurovisão da Canção desse mesmo ano, onde cantou "Lusitana Paixão". Alcança o oitavo lugar entre 22 países participantes, um das melhores classifcações de Portugal no "eurofestival".

### Década de 1990 e a "Canção do Mar"
Em 1992, Dulce gravou o seu primeiro álbum, Lusitana. Continha principalmente canções pop, que certamente eram ainda muito abaixo das ambições, capacidades e imaginação artística da Dulce.
Todavia, já naquela altura sabia-se que Dulce era uma excelente intérprete, fadista e compositora. As primeiras provas disso apareceram um ano depois, em 1993, quando foi lançado o seu segundo disco, chamado Lágrimas. Dulce abordou o fado duma forma muito pouco ortodoxa. Misturava fado tradicional com ritmos e instrumentos modernos, procurando novas formas de expressão musical. Enriquecia os ritmos ibéricos com sons e motivos inspirados pela tradição da música árabe e balcânica, principalmente búlgara. A sua versão do clássico "Povo Que Lavas No Rio" era tudo menos clássica. Mas Lágrimas tinha também faixas bastante tradicionais, fados clássicos gravados ao vivo em estúdio e cantados em rigor com todas as exigências do fado ortodoxo, abordando de igual forma inovadora o cancioneiro de José Afonso e o Folclore Português.

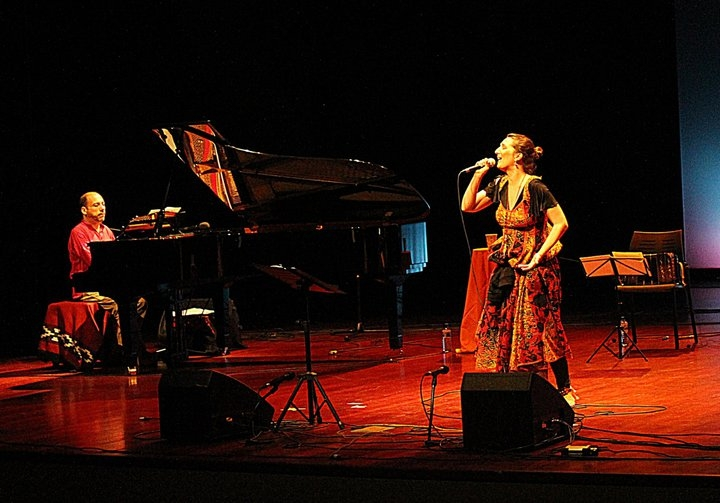
Dulce Pontes em concerto

Foram estes os temas ("Lágrima" e "Estranha Forma de Vida") que lhe deram a denominação de "sucessora e herdeira da Amália Rodrigues". Mas o maior êxito do Lágrimas foi um outro clássico, "A Canção do Mar", que, no Brasil, foi usado como tema de abertura de uma adaptação do romance As Pupilas do Senhor Reitor, de Júlio Dinis, em telenovela. Interpretado por Dulce, este tema tornou-se um dos maiores êxitos da canção portuguesa de sempre e sendo provavelmente a canção portuguesa mais conhecida fora de Portugal, interpretada até hoje pelo mundo fora por vários artistas. "A Canção do Mar" interpretada por Dulce faz também parte da banda sonora do filme americano "As Duas Faces de um Crime" (título inglês - "Primal Fear"), no qual Richard Gere contracena com Edward Norton.
Em 1995, Dulce lançou o álbum ao vivo Brisa do Coração, gravado no Porto a 6 de Maio de 1995. O disco seguinte, Caminhos, foi lançado em 1996. Caminhos continha temas clássicos como "Fado Português", "Gaivota" e "Mãe Preta" bem como composições originais. A crítica considerou o disco mais maduro e melhor que o anterior.
O disco O Primeiro Canto foi lançado em 1999. A crítica considerou-o o melhor, e também o mais ambicioso e difícil na carreira da Dulce. Neste disco Dulce confirma que está seriamente interessada em ser uma artista da world music. Em O Primeiro Canto Dulce introduz elementos do jazz (o álbum contou com a colaboração da Maria João) e opta pela sonoridade acústica. Dá nova vida a antigas tradições musicais da Península Ibérica (canta não só em português, mas também em galego e mirandês), redescobre melodias e instrumentos há muito esquecidos, assinando como compositora, letrista e produtora. De destacar a participação de Wayne Shorter, Trilok Gurtu, Kepa Junquera, Leonardo Amuedo, Carlos Branco Fadol e Jaques Morelenbaum.
Foi lançada uma edição especial deste disco com três faixas adicionais: uma versão em espanhol de "Pátio dos Amores", o célebre tango do inesquecível Astor Piazzolla "Balada para un Loco" e mais uma música composta por Dulce, "A minha barquinha".

### Década de 2000
Em 2002 foi lançado o disco Best of pela Movieplay Portuguesa.
2003 trouxe uma grande novidade e reviravolta na vida artística da Dulce Pontes. Foi lançado o Focus, que é fruto da colaboração da Dulce com Maestro Ennio Morricone. Dulce cantou alguns dos clássicos do compositor, mas o disco contém também composições originais, compostas pelo Maestro especialmente para a voz da Dulce. O principal objetivo deste disco foi consagrar uma grande voz. Gravado em Itália contém temas cantados em português, inglês, espanhol e italiano.
O disco O Coração Tem Três Portas foi editado em 2006 e foi lançado no dia 25 de Novembro desse mesmo ano na inauguração oficial do Coliseu de Elvas perante cerca de 5 mil pessoas. Este ano marca também a criação de Ondeia Música, Editora da própria Dulce. O DVD inclui um concerto gravado em Istambul e o making of das gravações efetuadas nos monumentos (Igreja de Santa Maria em Óbidos e no Convento de Cristo em Tomar).
Em parceria com José Carreras, protagonizou a abertura oficial da eleição das Novas 7 Maravilhas do Mundo, realizado em Portugal, com o tema "One World" (Todos somos um) de sua autoria, para uma grande emissão televisiva.
Tem levado a cultura Portuguesa através da sua sensibilidade aos quatro cantos do Mundo. Carnegie Hall em Nova Iorque (2007), Royal Albert Hall em Londres com Ennio Morricone, são apenas dois exemplos da sua popularidade. Tornou-se a primeira cantora portuguesa a atuar na Bulgária, em Sófia.
Em 2009 comemora os 20 anos de carreira com o lançamento do álbum duplo "Momentos", com material inédito e novas versões de músicas como "Canção do Mar", "Lágrima" e "O Infante". Em 8 de maio participou como artista convidada, com outros artistas como Juliette Greco e Randy Crawford, na cerimónia de abertura do Wiener Festwochen Viena (Áustria). Em setembro atua no Herodes Atticus Odeon em Atenas acompanhada pelo guitarrista flamenco Paco Peña e pelo músico grego Thanassis Polykandriotis. Colabora com o compositor Christopher Tin no disco "Calling All Downs". Participa ainda no CD tributo a Joan Manuel Serrat com o tema "Santíssima Music".
2010 começa com a edição internacional de "Momentos" e vários concertos em Espanha e Itália. Espanha reconhece a sua carreira com o prémio Golden Microfone concedido pela Federação de Rádio e Televisão. Participa no álbum "Graffiti" de Júlio Pereira.
Em janeiro de 2011 desloca-se pela primeira vez à Argentina onde participa no Festival Nacional de Folclore de Cosquín convidada pelo pianista argentino Juan Carlos Cambas.
Em 2012 actua por duas ocasiões em Bragança. Participa no livro-CD intitulado "Os Mensageiros. Antologia de Fernando Pessoa".
"Peregrinação" é o álbum que marca o regresso às edições em nome próprio.

### World Tour 2013
Dulce anunciou em seu Facebook oficial uma série de concertos pela Europa e América do Norte durante o verão de 2013. No Outono de 2013 lançou uma Edição especial DVD-CD "Dulce Pontes e Roma Sinfonietta", gravado ao vivo no Auditorium Parco de la Musica em Roma, Direção de Orquestra Maestro Paolo Silvestri.

## Colaborações e concertos
Ao longo da sua carreira colaborou com vários artistas internacionais, como Cesária Évora, Caetano Veloso, Marisa Monte, Carlos Núñez, a banda celta The Chieftains, George Dalaras ou o artista basco Kepa Junkera. Compôs o dueto para Eleftheria Arvanitaki (o fruto desta colaboração encontra-se no disco de Eleftheria intitulado Ekpompi). O dueto com o artista angolano Waldemar Bastos constitui um dos grandes momentos do álbum O Primeiro Canto.

## Vida pessoal
É mãe de José Gabriel, nascido em 23 de janeiro de 2002 (23 anos), interrompendo a sua atividade artística pelo período de um ano. Um segundo bebé, Maria José, nasceu em 24 de janeiro de 2009 (16 anos).

## Galeria

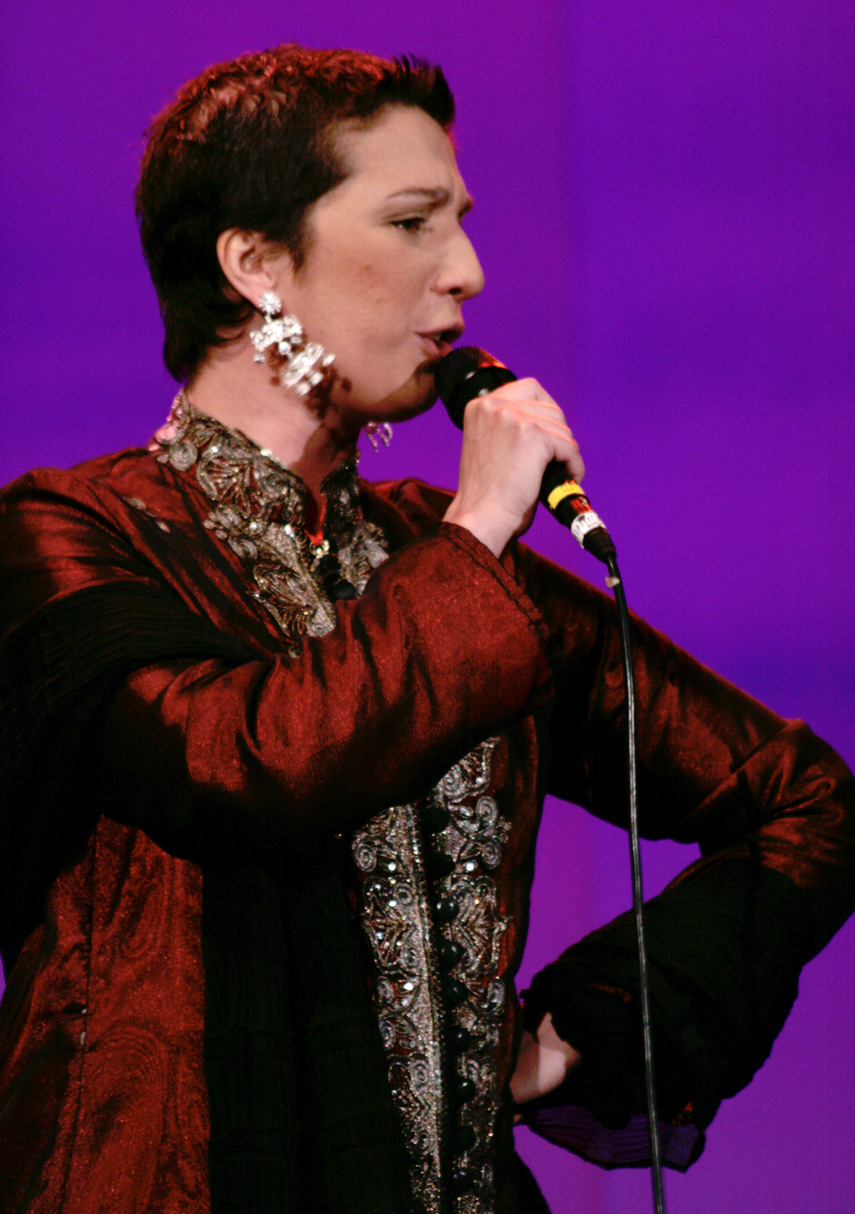
Dulce Pontes, Wiener Festwochen 2009
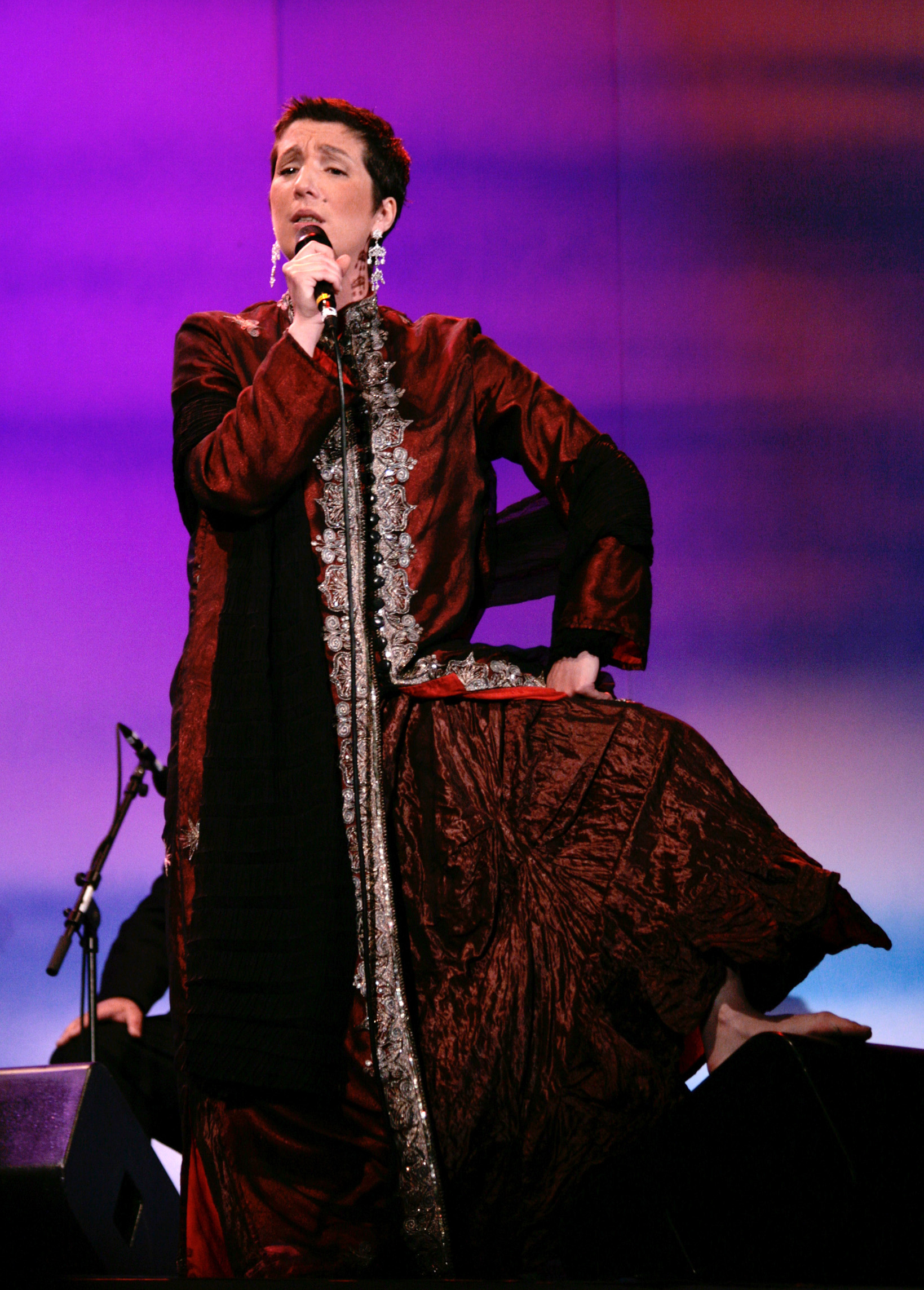
Dulce Pontes, Wiener Festwochen 2009
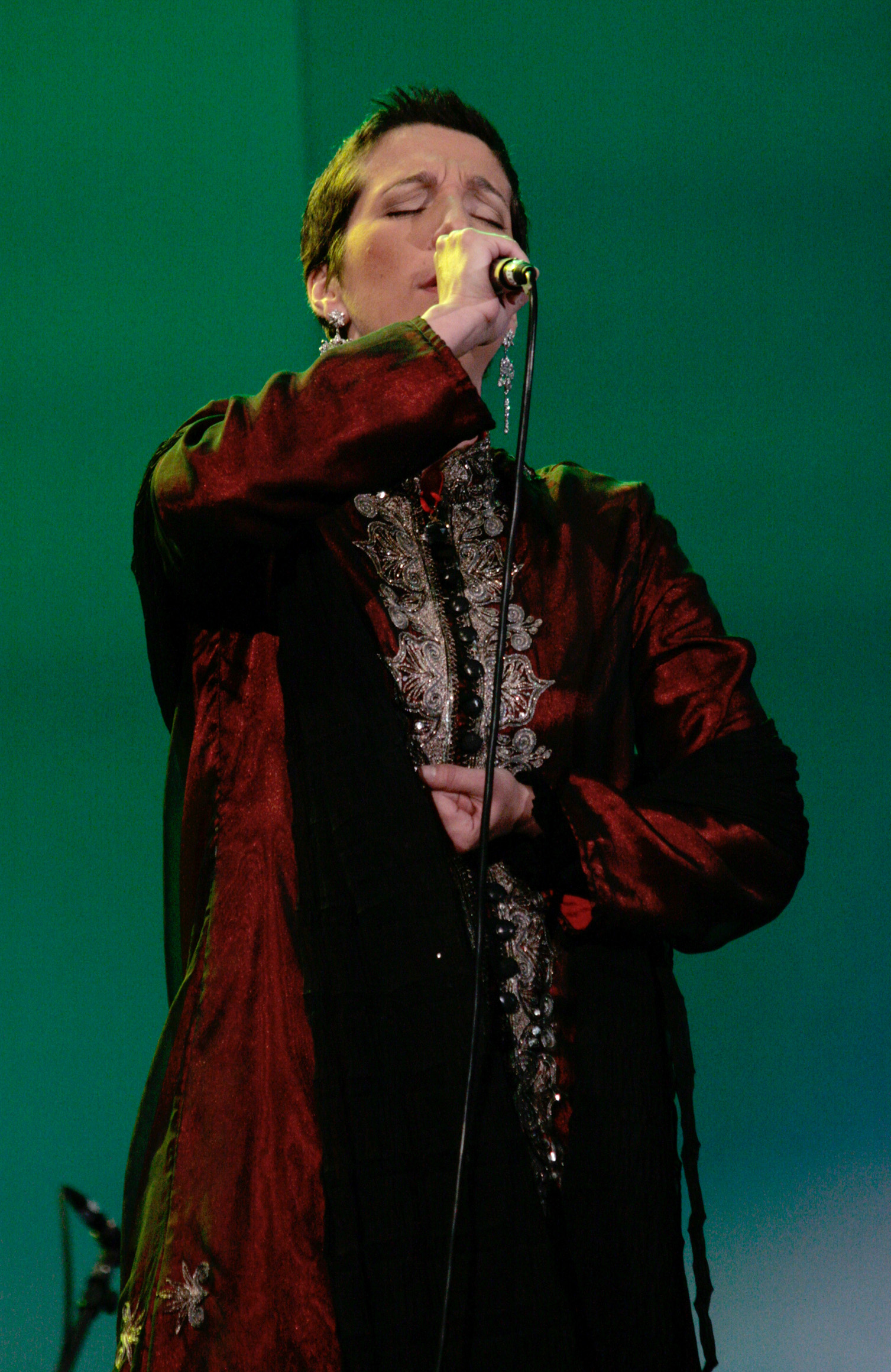
Dulce Pontes, Wiener Festwochen 2009
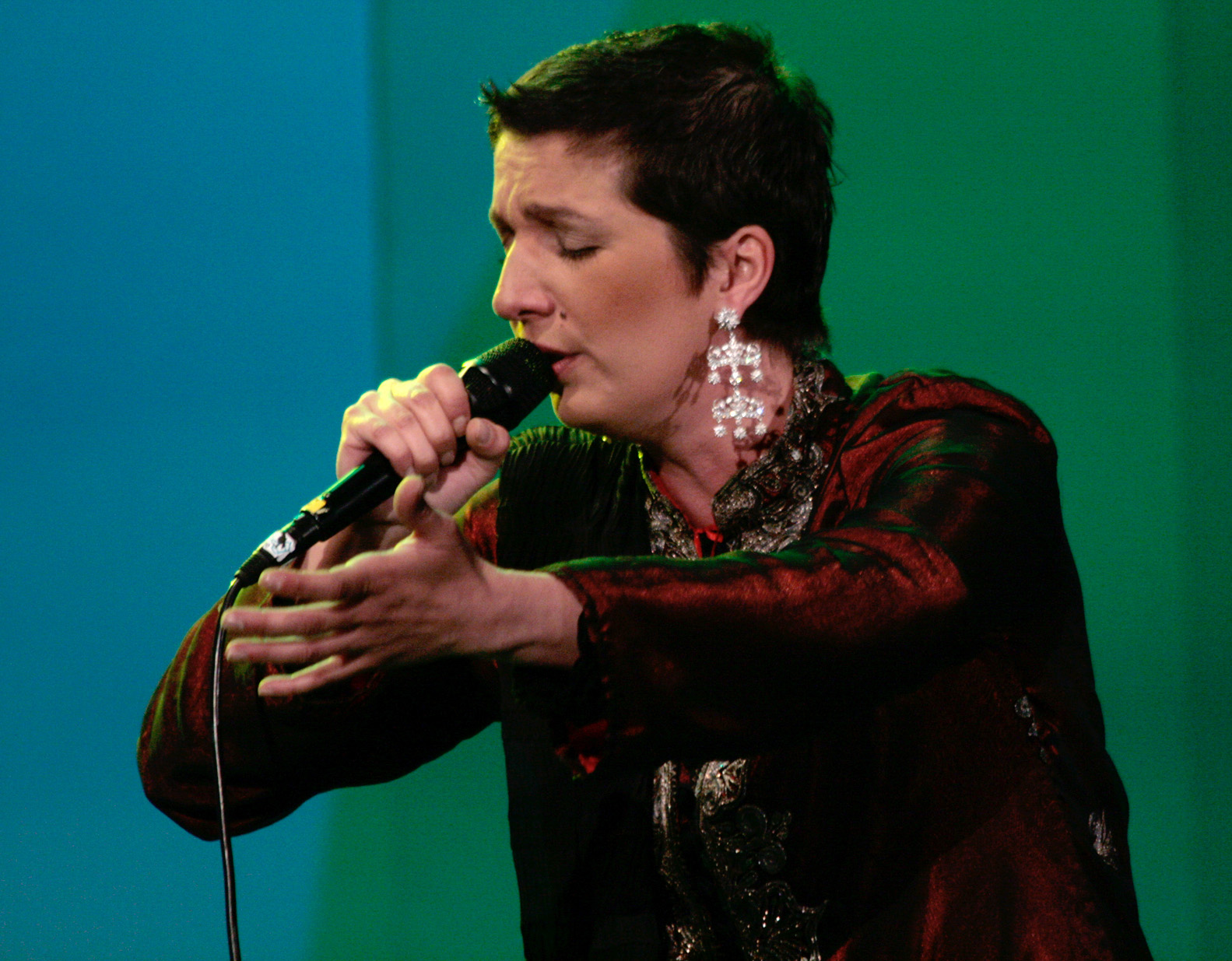
Dulce Pontes, Wiener Festwochen 2009

## Discografia

### Álbuns de estúdio
- 1992 - Lusitana
- 1993 - Lágrimas
- 1994 - A Brisa do Coração (gravado em estúdio e ao vivo no Coliseu do Porto)
- 1996 - Caminhos
- 1999 - O Primeiro Canto
- 2003 - Focus (com Ennio Morricone)
- 2006 - O Coração Tem Três Portas (CD 1 gravado ao vivo/ CD2 gravado Convento de Cristo em Tomar e Óbidos)
- 2017 - Peregrinação
- 2022 - Perfil

### Colaborações
- 1994 - Paulo de Carvalho: Alma [Pomba Branca]
- 1996 - Carlos Nuñez: A Irmandade das Estrelas [Lela]
- 1998 - Kepa Junkera: BILBAO [Sódade]
- 1998 - Adelaide Ferreira: SÓ BALADAS [Papel Principal]
- 1999 - Andrea Bocelli: SOGNO [O Mare E Tu]
- 2000 - Uxía: DANZA DAS AREAS [A Rula]
- 2003 - Daniela Mercury: ELETRODOMÉSTICO [Milagre do Povo]
- 2003 - Janita Salomé: TÃO POUCO E TANTO [Senhora do Almortão]
- 2005 - George Dalaras: MESOGIOS (Mediterranean)
- 2007 - Carlos Nuñez: CINEMA DO MAR
- 2008 - Kepa Junkera: Etxea [Loriak Udan]
- 2009 - Christopher Tin: CALLING ALL DAWNS [Se é pra vir que venha]
- 2010 - Júlio Pereira: GRAFFITI
- 2014 - Joan Manuel Serrat: ANTOLOGÍA DESORDENADA [A Ese Pájaro Dorado]
- 2014 - Christopher Tin: THE DROP THAT CONTAINED THE SEA [Passou o Verão]

## Prémios
- 2000 - Prémio José Afonso [7]
- Globo de ouro
- Premio Amigo
- Premio Tenco